# Anna Temple-Nugent-Brydges-Chandos
Anna Temple-Nugent-Brydges-Chandos, nota anche come Anna Gore-Langton (dal cognome del marito) (Stowe, febbraio 1820 – Londra, 3 febbraio 1879), è stata un'attivista e femminista britannica.

## Biografia

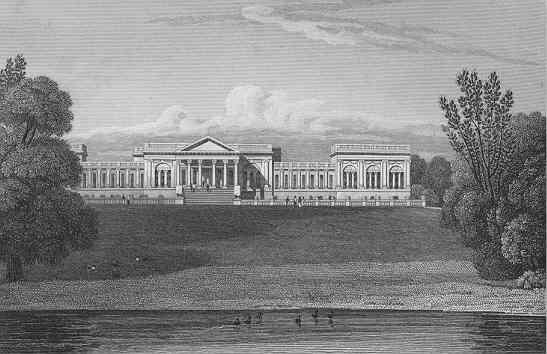
Stowe House (in un'incisione del 1829), dove lady Anna nacque nel 1820

Lady Anna Temple-Nugent-Brydges-Chandos-Grenville nacque nel febbraio del 1820, figlia di Richard, II duca di Buckingham e Chandos (1797–1861) e di sua moglie, lady Mary Campbell; venne al mondo nella residenza degli antenati di suo padre, Stowe House. Suo padre spese gran parte del suo patrimonio e fu costretto ad un certo punto a dichiarare la bancarotta, vendendo tutti i beni contenuti a Stowe House. I genitori divorziarono con un atto del parlamento nel 1850.
Ad ogni modo lady Anna evitò questa problematica dei genitori essendosi sposata dal 1846 con William Gore-Langton, membro del parlamento, che le assicurò una vita agiata.
Fu in quegli anni che iniziò ad interessarsi attivamente alla causa dei diritti delle donne e collaborò attivamente con la Women's Printing Society per il miglioramento dell'educazione delle donne. Si schierò ad Edimburgo nel 1871 in una commissione per l'ammissione delle donne alla professione medica.
Nel 1872 venne eletta presidente della Bath committee of the National Society for Women's Suffrage. Già sei anni prima aveva firmato la petizione di Mill affinché le donne potessero ottenere il suffragio universale. Nel giugno del 1877 con altre donne inviò una petizione a Sir Stafford Northcote, Cancelliere dello Scacchiere, affinché si potesse permettere anche alle donne di votare. La proposta di legge venne portata avanti da Jacob Bright, ma venne rifiutata.
Anne Gore-Langton morì a Londra il 3 febbraio 1879.

## Ascendenza
|                                                                                  |                |                                    | Genitori                                |  |  | Nonni |  |  | Bisnonni                                                 |  |  | Trisnonni             |  |
|                                                                                  |                |                                    |                                         |  |  |       |  |  | George Nugent-Temple-Grenville, I marchese di Buckingham |  |  | lord George Grenville |  |
|                                                                                  |                |                                    |                                         |  |  |       |  |  | George Nugent-Temple-Grenville, I marchese di Buckingham |  |  | lord George Grenville |  |
|                                                                                  |                | Elizabeth Wyndham                  |                                         |  |  |       |  |  | George Nugent-Temple-Grenville, I marchese di Buckingham |  |  |                       |  |
| Richard Temple-Nugent-Brydges-Chandos-Grenville, I duca di Buckingham e Chandos  |                |                                    |                                         |  |  |       |  |  | George Nugent-Temple-Grenville, I marchese di Buckingham |  |  |                       |  |
|                                                                                  |                | lady Mary Elizabeth Nugent         | Robert Nugent, I conte Nugent           |  |  |       |  |  |                                                          |  |  |                       |  |
|                                                                                  |                | lady Mary Elizabeth Nugent         | Robert Nugent, I conte Nugent           |  |  |       |  |  |                                                          |  |  |                       |  |
|                                                                                  |                | lady Mary Elizabeth Nugent         | Elizabeth Drax                          |  |  |       |  |  |                                                          |  |  |                       |  |
| Richard Temple-Nugent-Brydges-Chandos-Grenville, II duca di Buckingham e Chandos |                | lady Mary Elizabeth Nugent         |                                         |  |  |       |  |  |                                                          |  |  |                       |  |
|                                                                                  |                | James Brydges, III duca di Chandos | Henry Brydges, II duca di Chandos       |  |  |       |  |  |                                                          |  |  |                       |  |
|                                                                                  |                | James Brydges, III duca di Chandos | Henry Brydges, II duca di Chandos       |  |  |       |  |  |                                                          |  |  |                       |  |
|                                                                                  |                | James Brydges, III duca di Chandos | lady Mary Bruce                         |  |  |       |  |  |                                                          |  |  |                       |  |
| Anna Elizabeth Brydges, baronessa Kinloss                                        |                | James Brydges, III duca di Chandos |                                         |  |  |       |  |  |                                                          |  |  |                       |  |
|                                                                                  |                | Anne Eliza Gamon                   | Richard Gamon                           |  |  |       |  |  |                                                          |  |  |                       |  |
|                                                                                  |                | Anne Eliza Gamon                   | Richard Gamon                           |  |  |       |  |  |                                                          |  |  |                       |  |
|                                                                                  |                | Anne Eliza Gamon                   | Elizabeth Grace                         |  |  |       |  |  |                                                          |  |  |                       |  |
| lady Anne Temple-Nugent-Brydges-Chandos                                          |                | Anne Eliza Gamon                   |                                         |  |  |       |  |  |                                                          |  |  |                       |  |
|                                                                                  | Colin Campbell | Robert Campbell                    |                                         |  |  |       |  |  |                                                          |  |  |                       |  |
|                                                                                  | Colin Campbell | Robert Campbell                    |                                         |  |  |       |  |  |                                                          |  |  |                       |  |
|                                                                                  | Colin Campbell | Janet Campbell                     |                                         |  |  |       |  |  |                                                          |  |  |                       |  |
| John Campbell, I marchese di Breadalbane                                         | Colin Campbell |                                    |                                         |  |  |       |  |  |                                                          |  |  |                       |  |
|                                                                                  |                | Elizabeth Campbell                 | Archibald Campbell                      |  |  |       |  |  |                                                          |  |  |                       |  |
|                                                                                  |                | Elizabeth Campbell                 | Archibald Campbell                      |  |  |       |  |  |                                                          |  |  |                       |  |
|                                                                                  |                | Elizabeth Campbell                 | Jane Frend                              |  |  |       |  |  |                                                          |  |  |                       |  |
| lady Mary Campbell                                                               |                | Elizabeth Campbell                 |                                         |  |  |       |  |  |                                                          |  |  |                       |  |
|                                                                                  |                | David Gavin                        | …                                       |  |  |       |  |  |                                                          |  |  |                       |  |
|                                                                                  |                | David Gavin                        | …                                       |  |  |       |  |  |                                                          |  |  |                       |  |
|                                                                                  |                | David Gavin                        | …                                       |  |  |       |  |  |                                                          |  |  |                       |  |
| Mary Turner Gavin                                                                |                | David Gavin                        |                                         |  |  |       |  |  |                                                          |  |  |                       |  |
|                                                                                  |                | lady Elizabeth Maitland            | James Maitland, VII conte di Lauderdale |  |  |       |  |  |                                                          |  |  |                       |  |
|                                                                                  |                | lady Elizabeth Maitland            | James Maitland, VII conte di Lauderdale |  |  |       |  |  |                                                          |  |  |                       |  |
|                                                                                  |                | lady Elizabeth Maitland            | Mary Lombe                              |  |  |       |  |  |                                                          |  |  |                       |  |
|                                                                                  |                | lady Elizabeth Maitland            |                                         |  |  |       |  |  |                                                          |  |  |                       |  |